# Économie biosourcée
L'économie biosourcée, la bioéconomie ou la biotechnologie biosourcée désigne toute activité économique dérivée d'activités scientifiques et de recherche axées sur la biotechnologie. En d’autres termes, comprendre les mécanismes et les processus aux niveaux génétique et moléculaire et appliquer cette compréhension à la création ou à l’amélioration de processus industriels.
Ce terme est largement utilisé par les agences de développement régional, les organisations internationales et les sociétés de biotechnologie. Il est étroitement lié à l'évolution de l'industrie des biotechnologies. La capacité d'étudier, de comprendre et de manipuler le matériel génétique a été possible grâce aux percées scientifiques et aux progrès technologiques.
L'évolution de l'industrie des biotechnologies et son application aux secteurs de l'agriculture, de la santé, de la chimie ou de l'énergie constituent un exemple classique d'activité bioéconomique.

## Histoire
Ce terme a été utilisé par Juan Enríquez et Rodrigo Martinez lors du séminaire sur la génomique tenu lors de la réunion de 1997 de l'AAAS. Un extrait de cet article a été publié dans Science.
Le document de travail de 2002 de la Harvard Business School d’Enríquez et Martinez intitulé «Biotechonomy 1.0: une carte approximative du flux de données biologiques», montrait la circulation mondiale de matériel génétique dans les trois plus grandes bases de données génétiques publiques: GenBank, EMBL et DDBJ. Les auteurs ont ensuite émis des hypothèses sur l'impact économique que de tels flux de données pourraient avoir sur la création de brevets, l'évolution des startups de la biotechnologie et les droits de licence.Une adaptation de cet article a été publiée dans le magazine Wired en 2003.
Depuis environ 2005, la création d’une économie basée sur des produits d'origine biologique est un problème majeur aux Pays-Bas. Des usines pilotes ont été démarrées, notamment à Lelystad (Zeafuels), et une organisation centralisée existe (programme interdépartemental de production biologique), avec des activités de soutien à la recherche (Food & Biobased Research).
En 2012, le président des États-Unis, Barack Obama, a annoncé son intention d'encourager les méthodes de fabrication biologique, avec un plan national de la bioéconomie. La même année, en Belgique, l’usine pilote Bio Base Europe est mise en place.

## En pratique
Voir aussi:
L'économie biologique repose sur la biomasse de première génération (cultures), la biomasse de deuxième génération (refuge des cultures) et la biomasse de troisième génération (algues, algues). Plusieurs méthodes de traitement sont ensuite utilisées (dans les bioraffineries) pour tirer le meilleur parti de la biomasse. Cela inclut des techniques telles que:
Digestion anaérobique
Pyrolyse
Torréfaction
Fermentation
La digestion anaérobie est généralement utilisée pour produire du biogaz, la fermentation des sucres produit de l'éthanol, la pyrolyse pour produire de l'huile de pyrolyse (qui est du biogaz solidifié) et la torréfaction est utilisée pour créer du charbon à base de biomasse. La biomasse, le charbon et le biogaz sont ensuite brûlés pour produire de l'énergie. L'éthanol peut être utilisé comme carburant (pour véhicules), ainsi que pour d'autres usages, tels que les produits de soin de la peau. 

## Tirer le meilleur parti de la biomasse
Pour des raisons économiques, le traitement de la biomasse est effectué selon un schéma spécifique. Ce schéma, ainsi que les quantités, dépend des types de biomasse utilisés. Toute la recherche du modèle le plus approprié est connue sous le nom de bioraffinage. Une liste générale présente les produits à haute valeur ajoutée et au volume de biomasse le plus faible, aux produits à la plus faible valeur ajoutée et au volume de biomasse le plus élevé: 
produits chimiques fins/médicaments
aliments
produits chimiques/bioplastiques
carburants de transport
électricité et chaleur
Certaines recherches sont également en cours pour améliorer les processus de fabrication. Par exemple, pour fabriquer du plastique, de la peinture, des médicaments, de l’antigel à partir de gaz de synthèse, un nouveau catalyseur a été inventé par Krijn de Jong.

## Comparé à l'économie de combustible fossile
Avec une économie de carburant fossile, des substances telles que l’essence, le mazout, le diesel, le naphta, le kérosène, le GPL et autres sont converties en: énergie, produits chimiques, aliments, matériaux.
Avec une économie biosourcée, les substances telles que le gaz (syn), les sucres, l'huile, les fibres et autres sont converties en énergie, produits chimiques, aliments (d'origine animale), biomatériaux.

## A voir
- Biosynthèse
- Bioplastique
- Chemurgie (en)
- Écomatériau
- Oleochemie